# La Florida, Hidalgo
La Florida är en ort i Mexiko.   Den ligger i kommunen Lolotla och delstaten Hidalgo, i den sydöstra delen av landet, 190 km norr om huvudstaden Mexico City. La Florida ligger 230 meter över havet och antalet invånare är 105.
Terrängen runt La Florida är huvudsakligen kuperad, men åt sydväst är den bergig. La Florida ligger nere i en dal. Runt La Florida är det ganska tätbefolkat, med 86 invånare per kvadratkilometer. Närmaste större samhälle är Tamazunchale, 16,4 km norr om La Florida. Omgivningarna runt La Florida är en mosaik av jordbruksmark och naturlig växtlighet.